# Santa Maria de Galegos
 Coordenadas : minutos ou segundos > 60
Santa Maria de Galegos é nome da paróquia pertence ao arciprestado de Barcelos, diocese de Braga. Foi, até ao ano de 2005, designação oficial da atual freguesia Galegos Santa Maria. 
Como paróquia, foi abadia da apresentação da Casa Solar de Azevedo, pois Diogo de Azevedo, filho de Martim Lopes de Azevedo, teve o padroado de Santa Maria de Galegos e da sua anexa Quiraz, por doação dos respectivos fregueses, a 23 de Maio de 1480, sendo confirmado em 1505 pelo arcebispo de D. Diogo de Sousa.

## História
As primeiras referências à paróquia de Santa Maria de Galegos encontram-se nos documentos das inquirições gerais de 1220 elaboradas a mando de D. Afonso II e nas inquirições de 1258 elaboradas a mando de D. Afonso III.
'Sancta Maria de Gallecos.' Martinus Godiiz abbas, Petrus Petri, Petrus Sueriz, Petrus Johannis, Petrus Gunsalvi, Johannes Pelagii, Filius Bónus, Johannes Sueriz, Fernandus Gunsalvi, Petrus Pequeno, Suerius Pelagiz, jurati dixerunt quod Rex non est patronus.
Nas inquirições de 1258 a designação, para a paróquia, tinha a seguinte grafia parrochia Sancte Marie de Galletibus. 
A principal família de Santa Maria dos Galegos eram os Gunsalvi (Gonçalves) - Johannes, Petrus e Fernandus Gunsalvi, rico-homens - com descendência nos Gonçalves Salgueiro da Casa do Salgueiro.

## Geografia
A zona de implatação da paróquia corresponde à área geográfica da freguesia Galegos Santa Maria.

## Festividades
- Dia da Amizade
- Festa a Nossa Senhora da Purificação, ou Nossa Senhora das Candeias, ou Nossa Senhora da Luz
- Festa a Nossa Senhora do Bom Sucesso
- Festa a Santo Amaro
- Festa de São João Batista

## Arquitectura religiosa
- Alminhas de Aldeia, de Casal do Monte, do Outeiro, de Pena, de Portela, de Trás-da-Fonte, de Vessadas, do Souto, Nossa Senhora dos Caminhos
- Capela de São João Batista
- Capela de Santo Amaro
- Cruzeiro de Santo Amaro
- Cruzeiro dos Azevedos
- Igreja Paroquial de Galegos Santa Maria

### "Equipamentos" religiosos
- Edifício Sede do Grupo Folclório Juvenil de GSM e do Agrupamento 618
- Centro Paroquial da Sagrada Família
- Cemitério Paroquial
- Passal

### Património demolido
Capela de Santo Amaro, "Antiga" (demolida em 1979)

## Associações e movimentos

### Grupos e movimentos religiosos
- Acção Católica Rural
- Associação Cultural e Recreativa Villa Gallegus - Crupo Coral
- Associação Grupo de Jovens de Galegos Santa Maria
- Gallus Sonorus Musicallis Associação(GSMA)
- Agrupamento 618[4] - (Corpo Nacional de Escutas - Escutismo Católico Português)
- Comissão Fabriqueira de Galegos Santa Maria
- Comissão de Santo Amaro
- Comissão do Santíssimo Sacramento
- Grupo Musical Madrugar
- Grupo Musical Jovem Mater Dei
- Fábrica da Igreja de Galegos Santa Maria
- L.I.A.M. - Liga Impulsionadora da Acção Missionária
- Movimento dos Cruzados de Fátima

### Grupos e movimentos extintos
- Comissão de São João
- JAC (M/F) - Juventude Agrária Católica, ou JARC - Juventude Agrária Rural Católica
- JARC, (pré)
- JOC - Juventude Operária Católica
- Jornal Reviver
- LAC - Liga de Acção Católica (masculina/feminina)

## Pessoas famosas
- Hugo Vieira, jogador do Gil Vicente.